# Звездинское сельское поселение (Омская область)
Звездинское се́льское поселе́ние — муниципальное образование в Москаленском районе Омской области Российской Федерации.
Административный центр — село Звездино.

## История
Статус и границы сельского поселения установлены Законом Омской области от 30 июля 2004 года № 548-ОЗ «О границах и статусе муниципальных образований Омской области».

## Население
| 2010  | 2011  | 2012  | 2013  | 2014  | 2015  | 2016  | 2017  | 2018  |
| ----- | ----- | ----- | ----- | ----- | ----- | ----- | ----- | ----- |
| 1736  | ↘1733 | ↘1689 | ↘1661 | ↘1610 | ↘1601 | ↘1555 | ↘1551 | ↘1547 |
| 2019  | 2020  | 2021  | 2023  |       |       |       |       |       |
| ↘1535 | ↘1458 | ↗1806 | ↘1740 |       |       |       |       |       |

Гендерный состав
По данным Всероссийской переписи населения 2010 года в гендерной структуре населения из 1736 человек мужчин — 806, женщин — 930	(46,4 и 53,6 % соответственно)

### Национальный состав
Согласно результатам переписи 2002 года, в национальной структуре населения русские составляли большинство во всех 5 населённых пунктах.

## Состав сельского поселения
| № | Населённый пункт | Тип населённого пункта       | Население |
| - | ---------------- | ---------------------------- | --------- |
| 1 | Весёлый          | посёлок                      | 274       |
| 2 | Звездино         | село, административный центр | ↗901      |
| 3 | Майский          | посёлок                      | ↗252      |
| 4 | Николаевка       | деревня                      | ↘81       |
| 5 | Пролетарский     | посёлок                      | 228       |